# 邁克拉區
36°41′15″N 4°16′05″E / 36.6876°N 4.2681°E
邁克拉區（阿拉伯语：‎），是阿爾及利亞的行政區，位於該國北部，由提濟烏祖省負責管轄，首府設於邁克拉，面積129平方公里，2008年人口45,818，人口密度每平方公里354人。